# نونو سيلفا
نونو سيلفا (27 أكتوبر 1975 بلشبونة في البرتغال - ) هو لاعب كرة قدم برتغالي في مركز الدفاع. لعب مع نادي ليتشويس ونادي بينفايل وO Elvas C.A.D. ‏ ونادي سانتا كلارا.

## روابط خارجية
- نونو سيلفا على موقع قاعدة بيانات كرة القدم.إي يو (الإنجليزية)
- نونو سيلفا على موقع Soccerway.com (الإنجليزية)